# Mellandagarna
Mellandagarna är ett begrepp som brukar användas om juldagarna mellan annandag jul och nyårsafton. Tredjedag jul och fjärdedag jul var fram till år 1772 även de helgdagar i kalendern, dvs röda dagar, precis som juldagen och annandag jul.
Mellandagarna är en tid som många brukar tillbringa med familjen hemma i lugn och ro, eller ägna åt personligt reflekterande och inre kontemplation. Under 2000-talet har det även blivit allt vanligare att åka bort på solsemester under denna vecka. Beroende på hur många vardagar som infaller under mellandagarna är det en populär tid att ta ut sparade semesterdagar eftersom få dagar under vissa år kan ge lång sammanhängande ledighet. Vissa kan även se det som en tid på året då arbete kan underlättas, eftersom det är tätt mellan helgdagarna, och därför välja att ta ut sin ledighet en annan del av året när det är längre mellan helgdagarna.
Mellandagarna är stora realisationsdagar inom handeln, vilket lett till att begreppet mellandagsrea uppstått. Mellandagsrean kan, trots namnet, inledas på juldagen eller annandag jul och pågå en bit in i januari. Under mellandagarna är det inte heller ovanligt att man byter ut julklappar som inte passade.